# 香港島專線小巴63線
香港島專線小巴63線是一條為了方便海怡半島、香港仔一帶居民到瑪麗醫院探病而開辦之專線小巴線。

## 歷史
- 1999年8月1日：專線小巴63線開辦。
- 2000年：為與新巴91線及城巴90B線競爭，路線改經薄扶林道。
- 2000年10月22日：專線小巴63A線開辦。
- 2011年2月27日：推出與4A，4B，4C往返石排灣，以及4S，39C，39S，51，51S，58，58A，59A，69轉乘本線（或相反）之八達通轉乘優惠。
- 2011年11月28日：調整收費，全程收費由$5調整至$5.4，而分段收費則由$3-$4調整至$3.2-$4.3不等。
- 2013年7月1日：調整收費，全程收費由$5.4調整至$5.9，而分段收費則由$3.2-$4.3調整至$3.6-$4.7不等。
- 2015年2月1日：調整收費，全程收費由$5.9調整至$6.3，而部份分段收費則由$3.6-$4.7調整至$3.9-$5.2不等，另取消由海怡半島往香港仔／華富之分段收費。
- 2016年11月6日：調整收費，全程收費由$6.3調整至$6.5，而分段收費則由$3.9-$5.2調整至$4.1-$5.4不等。

## 行車路線
63
- 往瑪麗醫院途經：怡南路、鴨脷洲橋道、香港仔海傍道、石排灣道、華富道、華林徑、華景街、華林徑、華富道、石排灣道、薄扶林道及瑪麗醫院通道
- 往海怡半島途經：瑪麗醫院通道、薄扶林道、石排灣道、華富道、華林徑、華景街、華林徑、華富道、石排灣道、香港仔海傍道、香港仔大道、香港仔海傍道、鴨脷洲橋道及怡南路

| 往瑪麗醫院 | 往瑪麗醫院                   | 往瑪麗醫院       | 往海怡半島 | 往海怡半島                 | 往海怡半島       |
| 序號       | 主要車站位置                 | 街道             | 序號       | 主要車站位置               | 街道             |
| ---------- | ---------------------------- | ---------------- | ---------- | -------------------------- | ---------------- |
| 1          | 海怡半島小巴總站             | 海怡半島小巴總站 | 1          | 瑪麗醫院小巴總站           | 瑪麗醫院小巴總站 |
| 2          | 海怡東街市                   | 怡南路           | 2          | 心光學校                   | 薄扶林道         |
| 3          | 鴨脷洲邨利澤樓               | 鴨脷洲橋道       | 3          | 明德村                     | 薄扶林道         |
| 4          | 鴨脷洲邨                     | 鴨脷洲橋道       | 4          | 薄扶林水塘道(伯大尼)       | 薄扶林道         |
| 5          | 利枝道                       | 鴨脷洲橋道       | 5          | 薄扶林村(中華廚藝學院)     | 薄扶林道         |
| 6          | 鴨脷洲徑(深灣軒)             | 鴨脷洲橋道       | 6          | 余振強紀念第二中學         | 薄扶林道         |
| 鴨脷洲大橋 | 鴨脷洲大橋                   | 鴨脷洲大橋       | 7          | 華富閣(鶴山學校)           | 華林徑           |
| 7          | 逸港居(香港仔網球及壁球中心) | 香港仔海傍道     | 8          | 華富邨華景樓               | 華景街           |
| 8          | 香港仔海濱花園               | 香港仔海傍道     | 9          | 華富邨華翠樓               | 華景街           |
| 9          | 香港仔魚類批發市場           | 香港仔海傍道     | 10         | 康富遊樂場(香港培英中學)   | 華景街           |
| 10         | 漁業海事分處                 | 香港仔海傍道     | 11         | 華富(北)小巴總站           | 華景街           |
| 11         | 華富閣(鶴山學校)             | 華林徑           | 12         | 華富邨華景樓               | 華景街           |
| 12         | 華富邨華景樓                 | 華景街           | 13         | 華富閣(鶴山學校)           | 華林徑           |
| 13         | 華富邨華翠樓                 | 華景街           | 14         | 富臨軒(啟歷學校)           | 華富道           |
| 14         | 康富遊樂場 香港培英中學      | 華景街           | 15         | 興和街                     | 石排灣道         |
| 15         | 華富(北)小巴總站             | 華景街           | 16         | 漁歌街                     | 石排灣道         |
| 16         | 華富邨華景樓                 | 華景街           | 17         | 田灣街                     | 石排灣道         |
| 17         | 華富閣(鶴山學校)             | 華林徑           | 18         | 城都工業大廈               | 香港仔大道       |
| 18         | 富臨軒(啟歷學校)             | 華富道           | 19         | 聖伯多祿堂                 | 香港仔大道       |
| 19         | 余振強紀念第二中學           | 薄扶林道         | 20         | 嘉諾撒培德小學             | 香港仔大道       |
| 20         | 薄扶林村(中華廚藝學院)       | 薄扶林道         | 21         | 新釗記茶餐廳               | 香港仔大道       |
| 21         | 薄扶林水塘道(伯大尼)         | 薄扶林道         | 22         | 業漁大樓(逸港居)           | 香港仔大道       |
| 22         | 嘉林閣                       | 薄扶林道         | 鴨脷洲大橋 | 鴨脷洲大橋                 | 鴨脷洲大橋       |
| 23         | 心光學校                     | 薄扶林道         | 23         | 鴨脷洲徑(深灣軒)           | 鴨脷洲橋道       |
| 24         | 瑪麗醫院小巴總站             | 瑪麗醫院小巴總站 | 24         | 利枝道                     | 鴨脷洲橋道       |
|            |                              |                  | 25         | 海怡半島慧景閣\|(鴨脷洲邨) | 海怡路           |
| 26         | 海怡半島小巴總站             | 海怡半島小巴總站 |            |                            |                  |

63A
| 香港仔中心開 | 香港仔中心開       | 香港仔中心開       |
| 序號         | 車站名稱           | 位置               |
| ------------ | ------------------ | ------------------ |
| 1            | 香港仔中心小巴總站 | 南寧街             |
| 2            | 香港仔魚類批發市場 | 香港仔海傍道       |
| 3            | 漁業海事分處       | 香港仔海傍道       |
| 4            | 華富閣             | 華林徑             |
| 5            | 華富邨華景樓       | 華景街             |
| 6            | 華富邨華景樓       | 華景街             |
| 7            | 康富遊樂場         | 華景街             |
| 8            | 華富（北）巴士總站 | 華富（北）巴士總站 |
| 9            | 華富邨華景樓       | 華景街             |
| 10           | 華富閣             | 華林徑             |
| 11           | 興和街             | 石排灣道           |
| 12           | 田灣街             | 石排灣道           |
| 13           | 聖伯多祿堂         | 香港仔大道         |
| 14           | 香港仔中心小巴總站 | 南寧街             |

## 收費
63
- 全程收費：$6.8

| 上車站前往目的地                       | 收費 |
| -------------------------------------- | ---- |
| 由香港仔（逸港居）往華富（康富遊樂場） | $4.5 |
| 由瑪麗醫院往香港仔（業漁大樓）         | $5.7 |
| 由華富閣往香港仔（業漁大樓）           | $4.5 |

### 八達通轉乘計劃
- 轉乘路線4A、4B、4C、5、35M來往銅鑼灣/灣仔，次程車費減收$1。
- 於海怡半島至香港仔乘搭，再轉乘路線59來往西環，次程車費減收$1。
- 於海怡半島至香港仔乘搭，再轉乘路線58、58A來往西環、69來往鰂魚涌，次程車費減收$1。
- 於瑪麗醫院至香港仔乘搭，再轉乘路線4A、4B、4C、4S來往石排灣、39C、39S、51、51S、59A，次程車費減收$1。
- 於華富邨至香港仔乘搭，再轉乘路線52來往赤柱，兩程車費合共$8.9。

## 相關事件
- 2001年9月9日：一輛往海怡半島方向的豐田Coaster在田灣石排灣道與田灣山道交界的燈口前懷疑收掣不及，撞向前方行走170線的丹尼士三叉戟（ATR）。小巴司機被困於車內，另造成小巴車上八名乘客受傷。鑑於該兼職司機在上周同樣發生過交通意外，香港仔專線小巴表示或會解僱有關司機。[2]